# العرق والصحة
يشير العرق والصحة (بالإنجليزية: Race and health)‏ إلى أن التعرف على جنس معين يؤثر على الصحة. العرق هو مفهوم معقد يتغير عبر الزمان والمكان ويعتمد على تحديد الذات والاعتراف الاجتماعي. في دراسة العرق والصحة، ينظم العلماء أشخاصًا في فئات عرقية وفقًا لعوامل مختلفة مثل: النمط الظاهري، النسب، الهوية الاجتماعية، التركيب الوراثي والتجربة الحية.
يتم توثيق الاختلافات في الحالة الصحية، والنتائج الصحية، والعمر المتوقع، والعديد من المؤشرات الأخرى للصحة في مختلف الجماعات العرقية والإثنية. يحصل بعض الأفراد في مجموعات عرقية معينة على قدر أقل من الرعاية، ولا يحصلون على موارد كافية، ويعيشون حياة أقصر بشكل عام. تشير البيانات الوبائية إلى أن الجماعات العرقية تتأثر بشكل غير متساو بالأمراض، من حيث المرض أو المراضة والوفيات. هذه الاختلافات الصحية بين الجماعات العرقية تخلق تباينات في الصحة العرقية.
تشكل العوامل الاجتماعية والسياسية والاقتصادية والبيئية والثقافية والبيولوجية محددات للصحة. تمت دراسة العلاقة بين العرق والصحة من منظور متعدد التخصصات، مع الانتباه إلى كيفية تأثير العنصرية على التباينات الصحية وكيف تستجيب العوامل البيئية والعوامل الفسيولوجية لبعضها البعض وعلم الوراثة.

## العرق والمرض
تؤثر الأمراض على المجموعات العرقية بشكل مختلف، خاصةً عندما تكون مرتبطة بالتفاوتات الطبقية. نظرًا لأن العوامل الاجتماعية والاقتصادية تؤثر على الوصول إلى الرعاية، فإن الحواجز التي تحول دون الوصول إلى أنظمة الرعاية الصحية يمكن أن تديم الآثار البيولوجية المختلفة للأمراض بين المجموعات العرقية التي لا تحددها البيولوجيا مسبقًا.
ينادي بعض الباحثين باستخدام العرق المبلغ عنه ذاتيا كوسيلة لتتبع الفوارق الاجتماعية والاقتصادية وآثارها على الصحة. على سبيل المثال، أشارت دراسة أجراها برنامج فحص الخدمة الصحية الوطنية في المملكة المتحدة، والتي تهدف إلى زيادة التشخيص عبر التركيبة السكانية، إلى أن «الفحص الأدنى المبلغ عنه في مجتمعات السود والأقليات العرقية المحددة... قد يزيد من عدم المساواة في الصحة.» في هذه الحالة بالذات، يمكن اعتبار عدم الانتباه إلى بعض العوامل السكانية سببًا لزيادة حالات الإصابة بالمرض نتيجة لهذا النقص في الرعاية الوقائية المناسبة والمتساوية. يجب على المرء أن يأخذ هذه العوامل الخارجية في الاعتبار عند تقييم الإحصائيات الخاصة بانتشار المرض بين السكان، على الرغم من أن المكونات الجينية يمكن أن تلعب دوراً في الاستعداد للإصابة ببعض الأمراض.
يمكن للأفراد الذين يتشاركون في تركيبة وراثية مماثلة أن يشاركوا ميلًا معينًا أو مقاومة لأمراض معينة. ومع ذلك، هناك مواقف تواجهها فيما يتعلق بفائدة استخدام «الأجناس» للحديث عن السكان الذين يتشاركون في تركيبة وراثية مماثلة. جادل بعض علماء الوراثة بأن الاختلاف البشري منظم جغرافيا وأن الاختلافات الجينية ترتبط بالمفاهيم العامة للمجموعات العرقية. ادعى آخرون أن هذا الارتباط غير مستقر للغاية وأن الفروق الجينية في حدها الأدنى وأنها «موزعة في جميع أنحاء العالم بطريقة متعارضة». لذلك، يعتبر البعض العرق أداة مفيدة لتقييم الخطر الوبائي الوراثي، بينما يرى آخرون أنه يمكن أن يؤدي إلى زيادة التشخيص في السكان «المعرضين للخطر».

### اضطرابات الجين المفرد
هناك العديد من الاضطرابات الجينية الوراثية التي تختلف في التكرار بين المجموعات السكانية المختلفة بسبب المنطقة والأصل. في حين أن البعض يفترض أن هذه الأمراض تعتمد فقط على العرق، يشير مؤلفون آخرون إلى أن العرق ليس علامات مفيدة لأن أصل أو هوية أو تصنيف عنصري تم الإبلاغ عنه ذاتيًا لا يحدد جينوم الأفراد. بعض الأمثلة على اضطرابات الجين الواحد تشمل:
- التليف الكيسي، وهو مرض مقهور وراثي جسمي مقيد للحياة بين الناس من التراث الأوروبي الشمالي.
- فقر الدم المنجلي، الأكثر شيوعًا في السكان الذين يعانون من أصل أفريقي جنوب الصحراء ولكنه أيضًا شائع بين سكان أمريكا اللاتينية والشرق الأوسط، بالإضافة إلى سكان مناطق جنوب أوروبا مثل تركيا واليونان وإيطاليا.[20]
- مرض الثلاسيميا، الأكثر انتشارا في السكان الذين لديهم أصل البحر الأبيض المتوسط، لدرجة أن اسم المرض مستمد من ثالاسون اليونانية، «البحر».
- مرض تاي ساكس، وهو اضطراب وراثي جسمي متنحي أكثر تواتراً بين اليهود الأشكنازي أكثر من غيرهم من الجماعات اليهودية والسكان غير اليهود.[21]
- داء الاصطباغ الدموي الوراثي، وهو الأكثر شيوعًا بين الأشخاص الذين ينحدرون من أصول أوروبية شمالية، ولا سيما الأشخاص من أصل سلتيك.

### الأمراض متعددة الجينات متعددة العوامل
العديد من الأمراض تختلف في وتيرة بين مختلف السكان. ومع ذلك، تتأثر الأمراض المعقدة بعوامل متعددة، الوراثية والبيئية. هناك جدل حول مدى تأثر بعض هذه الحالات بالجينات، ويهدف البحث المستمر إلى تحديد المواقع الوراثية، إن وجدت، المرتبطة بهذه الأمراض. «الخطر هو احتمال وقوع حدث. في علم الأوبئة، يتم استخدامه في أغلب الأحيان للتعبير عن احتمال حدوث نتيجة معينة بعد تعرض معين.» تعتبر المجموعات السكانية المختلفة مجموعات «عالية الخطورة» أو «منخفضة المخاطر» لمختلف الأمراض نظرًا لاحتمالية تعرض هذه الفئة من السكان أكثر لعوامل خطر معينة. بالإضافة إلى العوامل الوراثية، فإن التاريخ والثقافة، وكذلك الظروف البيئية والاجتماعية الحالية، تؤثر على خطر تعرض بعض السكان لأمراض معينة.

### تطور المرض
المجموعات العرقية قد تختلف في كيفية تقدم المرض. يؤثر الوصول إلى خدمات الرعاية الصحية المختلفة وظروف المعيشة والعمل المختلفة على كيفية تقدم المرض داخل المجموعات العرقية. ومع ذلك، فإن أسباب هذه الاختلافات متعددة، ويجب عدم فهمها كنتيجة للاختلافات الوراثية بين الأعراق، ولكن كآثار للعوامل الاجتماعية والبيئية المؤثرة.